# 쉬옌 (킥복싱 선수)
쉬옌(중국어: 徐琰, 병음: Xú Yǎn, 한자음: 서염, 1989년 10월 6일 ~ )은 중국의 킥복싱 선수다.

## 정보
신장 183cm, 체중 70kg으로 맥스급에서는 상당히 큰 편에 속한다. 2009년 K-1 맥스 코리아에서 김세기를 상대로 데뷔전을 치렀으나 2R KO패를 당했다. 그 후 K-1 월드맥스 슈퍼파이트에서 일본의 코스프레 파이터 나가시마 유이치로를 KO시키는 이변을 연출했으며, 더 칸2 에서는 임치빈의 상대로 선정되었으나 임치빈이 부상으로 결장하면서 이수환과 맞붙게 되어 2R KO패를 당했다.

### 입식 타격 전적
- 3전 1승 2패(1 KO)

| 경기일자         | 상대              | 결과 | 내용  | 대회               |
| ---------------- | ----------------- | ---- | ----- | ------------------ |
| 2009년 11월 27일 | 이수환            | 패   | 2R KO | 더 칸2             |
| 2009년 10월 26일 | 나가시마 유이치로 | 승   | 1R KO | K-1 World Max 2009 |
| 2009년 3월 20일  | 김세기            | 패   | 2R KO | K-1 Max Korea 2009 |